# クリスチャン・レヴリング
クリスチャン・レヴリング（Kristian Levring、1957年5月9日 - ）は、デンマークの映画監督。

## 経歴
デンマーク国立映画学校を卒業する。2000年、『キング・イズ・アライヴ』が第53回カンヌ国際映画祭「ある視点」部門にて上映される。2008年、ヨーロッパ映画賞の世界的貢献賞を受賞する。

## フィルモグラフィー

### 映画
- キング・イズ・アライヴ（2000年） - 監督・脚本
- ドグマ・ミーティング（2003年） - 出演
- 悪党に粛清を（2014年） - 監督・脚本